# Källviken

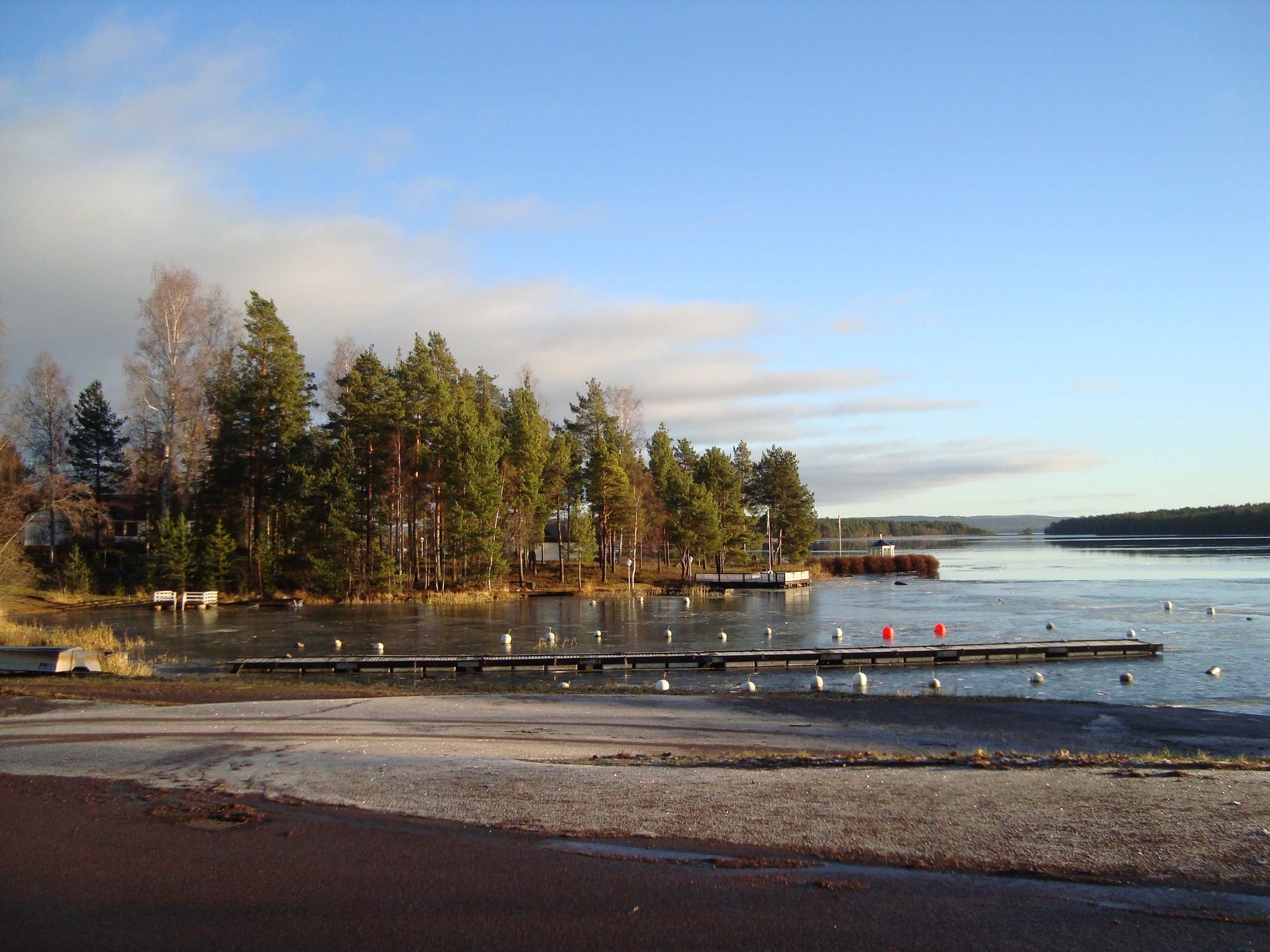
Runn vid Källviken.

Källviken är en stadsdel 4 km söder om Falun vid sjön Runn. Villabebyggelsen, som då låg utanför Falu stadsgräns, tog fart i början av 1900-talet i anslutning till ett tegelbruk och en såg. Vid den tiden fanns reguljär båttrafik (med bland annat mjölktransporter) till/från Vika och Falun (Centrum eller Slussen?). I området finns det nu cirka 300 hushåll (enbart villor, kedje- och radhus). Huvuddelen av den nuvarande bebyggelsen kom till i början av 1970-talet men under 2006 anlades en ny del utefter den nya Koholmsvägen och 2007 vid Risövägen. 
Närmaste skolor är Främbyskolan med förskola, fritidshem och årskurs 1-6 med cykelvägsförbindelse, samt Gruvrisskolan som har elever upp till årskurs 6 och förskola i Lilla Källviken. Närmaste butiker är CityGross Stormarknad samt Konsum Kvarnberget, båda på ca. 2 km avstånd. 
Alla vägar i Källviken har namn efter delar av sjön Runn eller öar i sjön. 
Källviken är mest känt för hoppbacken som byggdes 1947 och då var Sveriges främsta. Där var det bland andra årliga tävlingar backhoppning vid VM på skidor 1954 (Sportåret 1954). Den är nu ersatt av en alpin anläggning med fyra nedfarter, skicross och en av Sveriges största Snow Parks, två liftar och 90 meters fallhöjd (bussförbindelse finns). 
Förutom närhet till strövområden finns i Källviken en större och två mindre badstränder, en ridklubb med eget stall, gräs- och grusplan för fotbollsutövning (på vintern isbana), en hamn för fritidsbåtar med sjösättningsramp samt fyra lekplatser. 
På sommaren finns angöring för reguljär båtlinje samt utgångspunkt för dagkolloresor till Hellmansö där det finns badstränder och kul aktiviteter. Vid det närbelägna Främby udde finns ett aktivitetscenter med campingplats, badstrand, båtuthyrning osv.
Större industrier i området är NKT (elkablar) och HL Display (leverantör av produkter och lösningar för butikskommunikation och varuexponering till detaljhandeln). Den senare industrin kanske dock snarare bör räknas till Östra Främby.
Källviken utgör ändhållplats för en av Faluns huvudbusslinjer. Tack vare Källviksleden och riksväg 50 mot Borlänge har Källviken bra vägförbindelser med såväl Falu centrum som Borlänge. Järnvägen Falun-Borlänge passerar Källviken, någon hållplats finns dock inte numera.